# Синхронное плавание на чемпионате мира по водным видам спорта 2017
Соревнования по синхронному плаванию на чемпионате мира 2017 в Будапеште проходили с 14 по 22 июля. Были разыграны 9 комплектов наград.

## Расписание
Дано центральноевропейское время (UTC+2).
| Дата         | Время | Соревнование                                         |
| ------------ | ----- | ---------------------------------------------------- |
| 14 июля 2017 | 11:00 | Соло: техническая программа, квалификация            |
| 14 июля 2017 | 16:00 | Дуэт: техническая программа, квалификация            |
| 15 июля 2017 | 11:00 | Соло: техническая программа, финал                   |
| 15 июля 2017 | 19:00 | Смешанный дуэт: техническая программа, квалификация  |
| 16 июля 2017 | 11:00 | Дуэт: техническая программа, финал                   |
| 16 июля 2017 | 19:00 | Группа: техническая программа, квалификация          |
| 17 июля 2017 | 11:00 | Смешанный дуэт: техническая программа, финал         |
| 17 июля 2017 | 19:00 | Соло: произвольная программа, квалификация           |
| 18 июля 2017 | 11:00 | Группа: техническая программа, финал                 |
| 18 июля 2017 | 19:00 | Дуэт: произвольная программа, квалификация           |
| 19 июля 2017 | 11:00 | Соло: произвольная программа, финал                  |
| 19 июля 2017 | 19:00 | Группа: произвольная программа, квалификация         |
| 20 июля 2017 | 11:00 | Дуэт: произвольная программа, финал                  |
| 20 июля 2017 | 19:00 | Комбинация: произвольная программа, квалификация     |
| 21 июля 2017 | 11:00 | Группа: произвольная программа, финал                |
| 21 июля 2017 | 19:00 | Смешанный дуэт: произвольная программа, квалификация |
| 22 июля 2017 | 11:00 | Комбинация: произвольная программа, финал            |
| 22 июля 2017 | 19:00 | Смешанный дуэт: произвольная программа               |

## Медалисты
| Дисциплина                             | Золото | Серебро | Бронза |
| Соло, техническая программа            | Светлана Колесниченко — 95,2036 Россия | Она Карбонель — 93,6534 Испания | Анна Волошина — 91,9992 Украина |
| Соло, произвольная программа           | Светлана Колесниченко — 96,1333 Россия | Она Карбонель — 95,0333 Испания | Анна Волошина — 93,3000 Украина |
| Дуэт, техническая программа            | Россия — 95,0515 · Светлана Колесниченко · Александра Пацкевич | Китай — 94,0775 · Цзян Тинтин · Цзян Вэньвэнь | Украина — 92,6482 · Анна Волошина · Елизавета Яхно |
| Дуэт, произвольная программа           | Россия — 97,0000 · Светлана Колесниченко · Александра Пацкевич | Китай — 95,3000 · Цзян Тинтин · Цзян Вэньвэнь | Украина — 93,2667 · Анна Волошина · Елизавета Яхно |
| Смешанный дуэт, техническая программа  | Италия — 90,2979 · Манила Фламини · Джорджио Минисини | Россия — 90,2639 · Михаэла Каланча · Александр Мальцев | США — 87,6682 · Канако Китао Спендлав · Билл Мэй |
| Смешанный дуэт, произвольная программа | Россия — 92,6000 · Михаэла Каланча · Александр Мальцев | Италия — 91,1000 · Марианджела Перрупато · Джорджио Минисини | США — 88,7667 · Канако Китао Спендлав · Билл Мэй |
| Группа, техническая программа          | Россия — 96,0109 · Анастасия Архиповская · Анастасия Баяндина · Дарья Баяндина · Дарина Валитова · Марина Голядкина · Вероника Калинина · Полина Комар · Варвара Субботина · Влада Чигирёва · Мария Шурочкина | Китай — 94,2165 · Фень Ю · Гуо Ли · Лян Синпин · Тян Меньи · Вань Люи · Вань Сяньи · Сяо Яньин · Ин Ченсин · Чань Хао · Ю Леле                                                                               | Япония — 93,1590 · Сакико Акутсу · Юка Фукумура · Юкико Инуи · Минами Коно · Кеи Марумо · Канами Накамаки · Маи Накамура · Кано Омата · Юрико Осава · Асуки Тасака                                           |
| Группа, произвольная программа         | Россия — 97,3000 · Анастасия Архиповская · Анастасия Баяндина · Дарья Баяндина · Дарина Валитова · Марина Голядкина · Вероника Калинина · Полина Комар · Варвара Субботина · Влада Чигирёва · Мария Шурочкина | Китай — 95,2333 · Фень Ю · Гуо Ли · Лян Синпин · Тян Меньи · Вань Люи · Вань Сяньи · Сяо Яньин · Ин Ченсин · Чань Хао · Ю Леле                                                                               | Украина — 93,9333 · Марина Алексеева · Владислава Алексеева · Анна Волошина · Валерия Апрельева · Анастасия Савчук · Елизавета Яхно · Ксения Сидоренко · Александра Кашуба · Алина Шинкаренко · Яна Нарижная |
| Комбинация, произвольная программа     | Китай — 96,1000 · Фень Ю · Гуо Ли · Лян Синпин · Тян Меньи · Вань Люи · Вань Сяньи · Сяо Яньин · Ин Ченсин · Чань Хао · Ю Леле                                                                                | Украина — 94,0000 · Марина Алексеева · Владислава Алексеева · Анна Волошина · Валерия Апрельева · Анастасия Савчук · Елизавета Яхно · Ксения Сидоренко · Александра Кашуба · Алина Шинкаренко · Яна Нарижная | Япония — 93,2000 · Сакико Акутсу · Юка Фукумура · Юкико Инуи · Минами Коно · Кеи Марумо · Канами Накамаки · Маи Накамура · Кано Омата · Юрико Осава · Асуки Тасака                                           |

## Медальный зачёт
| Общее количество медалей | Общее количество медалей | Общее количество медалей | Общее количество медалей | Общее количество медалей | Общее количество медалей |
| Место                    | Страна                   | Золото                   | Серебро                  | Бронза                   | Всего                    |
| ------------------------ | ------------------------ | ------------------------ | ------------------------ | ------------------------ | ------------------------ |
| 1                        | Россия                   | 7                        | 1                        | 0                        | 8                        |
| 2                        | Китай                    | 1                        | 4                        | 0                        | 5                        |
| 3                        | Италия                   | 1                        | 1                        | 0                        | 2                        |
| 4                        | Испания                  | 0                        | 2                        | 0                        | 2                        |
| 5                        | Украина                  | 0                        | 1                        | 5                        | 6                        |
| 6                        | Япония                   | 0                        | 0                        | 2                        | 2                        |
| 6                        | США                      | 0                        | 0                        | 2                        | 2                        |
| Всего                    | Всего                    | 9                        | 9                        | 9                        | 27                       |